# 임원추천위원회
임원추천위원회는 공기업·준정부기관의 임원 후보자를 추천하고, 기관장 후보자와의 계약안에 관한 사항의 협의 등을 수행하기 위하여 공기업·준정부기관에 두는 위원회를 말한다. (공공기관의 운영에 관한 법률 제29조) 이와 유사하게, 사장추천위원회는 사장 후보를 추천하기 위하여 설치하는 위원회를 말한다. 공기업의경영구조개선및민영화에관한법률에서 정하고 있어, 이 법의 규율대상인 공기업에는 의무적으로 설치하여야 한다.(동법 제11조 제①항) 위원회는 약간명의 비상임이사, 정관이 정하는 전현직사장중에서 1인 및 이사회가 위촉하는 약간명의 민간위원(당해 대상기업의 임ㆍ직원 및 공무원을 제외한다)으로 구성한다. 이 경우 비상임이사인 위원의 정수는 위원정수의 과반수로 한다.(동법 제11조 제②항) 공기업 이외에도 케이티, KT&G 등 과거에 이 법의 적용을 받던 기업들도 기존의 사장추천위원회를 유지하고 있는 경우가 있다. 다만 그 명칭이나 위원회의 구성원은 동법의 규정 내용과 상이하다.
한국가스공사는 "임원추천위원회"를 두고 있다.(정관 제29조) 이 위원회는 이사 후보의 추천도 겸하고 있다. 케이티는 "CEO추천위원회"라는 명칭으로 위원회를 유지하고 있으나, 그 구성원은 사외이사 전원과 사내이사 1인으로 하고, 회장의 임기 종료 2개월 전까지 구성하도록 하고 있다. 그러나, 과거에 이 법의 적용을 받던 두산중공업(구, 한국중공업)은 사장추천위원회에 관한 규정을 정관에서 삭제하였다.